# Siskovics József
Siskovics József báró és gróf (horvátul: Josip Šišković) (Szeged, 1719. július 2. – Prága, 1783. december 18.) horvát–magyar nemes, császári-királyi táborszernagy (k.k. Feldzeugmeister). 1756 március 15-én bárói rangot nyert ([c.i.f.Bécs] XLIV.43). 1775 október 13-án grófi rangot nyert ([c.i.f.Bécs] L.190 alatt).

## Családi adatai
Szülei legkisebb gyermekeként született. Apja nemes Siskovics András, szegedi vagyonos ember, városi szenátor, anyja Saracs Mária. Felesége báró Haruckern Borbála (született: 1739. november 19-én) volt, akivel 1759. január 9-én kötött házasságot Bécsben a Szent István-templomban. Gyermekeik nem voltak. 1783. december 18-án halt meg Prágában.

## Katonai sikerei

### A kezdet
A 19 éves ifjú Siskovics 1741-ben Szegeden az akkor felállított gróf Haller-féle gyalogezredbe önkéntesen lépett be. A tanult és megnyerő külsejű ifjú már egy év múlva kapitány lett. A harcmezőn magát kitüntetve, 1750. december 31-én őrnagyból egyszerre ezredessé léptették elő. 1753. január 15-én a Károly főherceg nevét viselő ezredhez helyezték át.

### A hétéves háborúban
A hétéves háborúban (1756-1763) Kolin mellett 1757. június 18-án kivívott fényes győzelemben Siskovichnak az ezredben szolgáló nagy számú szegediekkel döntő szerepe volt. Vélhetően a kolini csatában tanúsított bátorságáért 1756. március 15-én bárói rangot nyert ([c.i.f.Bécs] XLIV.43). A porosz csapatokat, melyeket Nagy Frigyes személyesen vezényelt, öt ízben visszaszorította s ezáltal az ütközet sorsát eldöntötte. Ekkor tábornok lett, s a kolini győzelem emlékére alapított Mária Terézia katonai lovagrendnek középkeresztjét nyerte.
1758-ban Darmstadtnál a poroszokat igen szorongatta, s részt vett a hochkirchi csatában, hol bár súlyos sebet kapott, de gránátosai élén maradt, kik ily módon két erődöt elfoglaltak, s az ellenség ágyúinak java részét leszerelték. Nagy Frigyes 1758-ban kora tavasszal megkezdte a háborút. Ekkor Morvába tört és Olmütz várát ostromolta. Daun nem bocsátkozott csatába, hanem csak könnyű csapataival nyugtalanította. Ezek Laudon és Siskovics tábornokok vezetése alatt elfoglalták egy nagy szállítmányát, és ez által az ostrom félbehagyására és elvonulásra kényszerítették.
1759. november 20-án Maxennél újabb diadalt aratott, 1760-ban pedig Daun tábornagynak táborkari főnöke lett. 1762-ben a császári-királyi 37. gyalogezredet kapta tulajdonul, és 1763-ban az Udvari Haditanács tagjává nevezték ki.

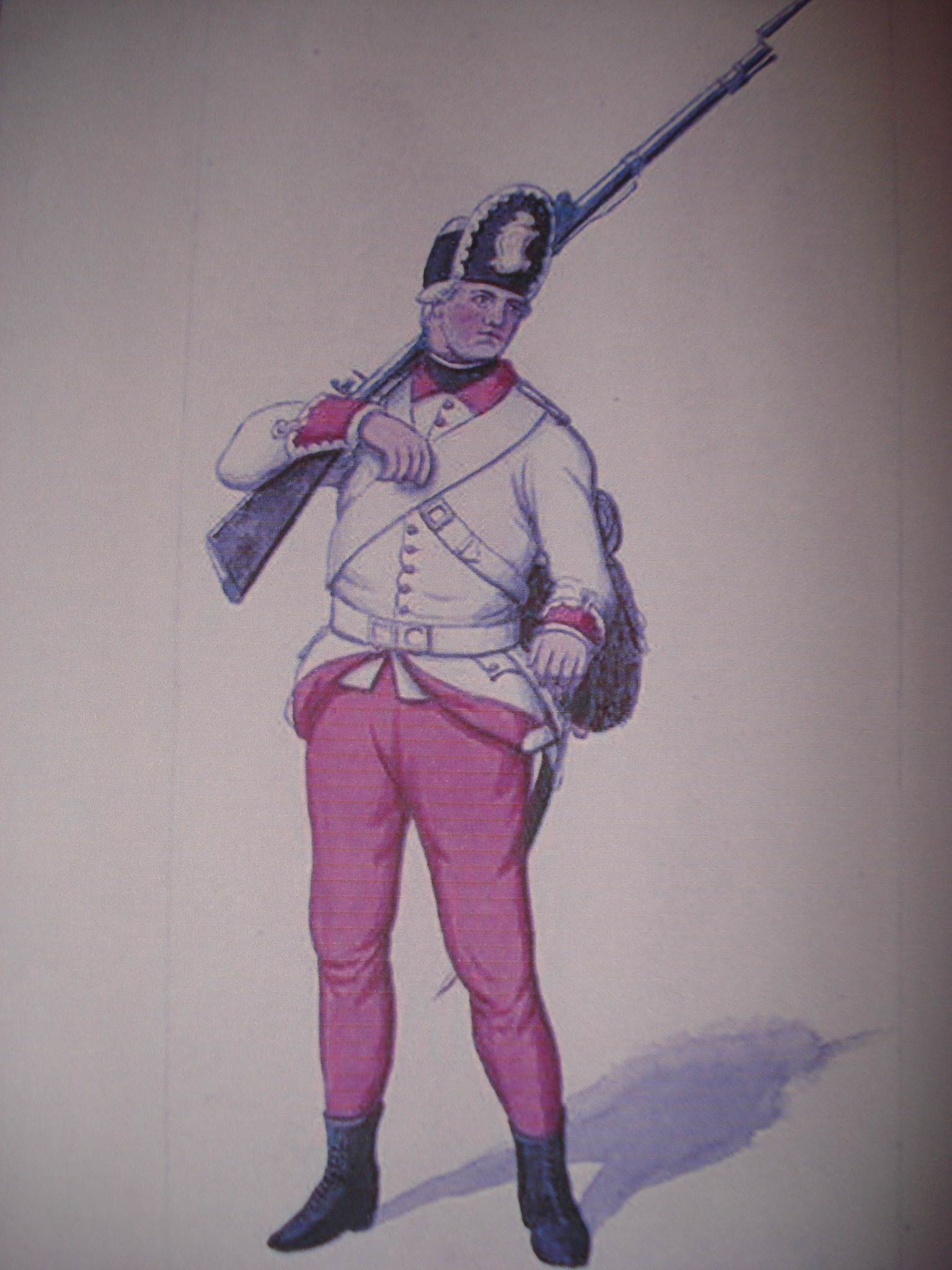
Sorgyalogos a császári-királyi 37. Siskovics gyalogezredből.

## Békében
1763-ban Gyergyóban és Csíkban a határőrvidék szervezője és mint ilyen, a székelyek ellen indított, madéfalvi veszedelem okozója. 1764. január 7-én hajnalban Siskovics József altábornagy parancsára  támadta meg a császári katonaság az erőszakos besorozás ellen fellázadó székelyeket Madéfalvánál. Parancsa nyomán a császári katonaság körbezárta a falut, majd ágyútűz kíséretében rohamot indított a székelyek ellen. A madéfalvi vérengzés mérlege körülbelül 200 halott és kétszer ennyi fogoly volt. 
1767-ben táborszernagy és a bánáti határőrség főfelügyelője. 1775-ben Galícia, 1779-ben Csehország vezénylő tábornoka lett. 1775. október 13-án grófi rangot nyert ([c.i.f.Bécs] L.190 alatt). 1783. december 18-án meghalt Prágában.

## Kapcsolódó szócikk
- Madéfalvi vérengzés